# Skleropoa
Skleropoa (Catapodium Link) – rodzaj traw z rodziny wiechlinowatych. Obejmuje cztery gatunki występujące w basenie Morza Śródziemnego, w Europie Zachodniej i południowo-zachodniej Azji (po Iran na wschodzie). W Polsce jako gatunek przejściowo dziczejący (efemerofit) notowany jest jeden gatunek – skleropoa sztywna C. rigidum.

## Morfologia
PokrójTrawy jednoroczne o źdźbłach wzniesionych lub płożących, nierozgałęzionych lub skąpo rozgałęzionych, osiągających od 2 do 40 cm wysokości. Języczek liściowy błoniasty, nieorzęsiony.
KwiatostanRozpostarta lub ścieśniona i kłosokształtna wiecha.

## Systematyka
Pozycja systematyczna
Rodzaj z rodziny wiechlinowatych (Poaceae), w której obrębie zaliczany jest do podplemienia Parapholiinae, plemienia Poeae i podrodziny Pooideae.
Wykaz gatunków
- Catapodium demnatense (Murb.) Maire & Weiller
- Catapodium mamoraeum (Maire) Maire & Weiller
- Catapodium marinum (L.) C.E.Hubb.
- Catapodium rigidum (L.) C.E.Hubb. – skleropoa sztywna